# Polemochartus ibericus
Polemochartus ibericus är en stekelart som beskrevs av Van Achterberg och Falco 2001. Polemochartus ibericus ingår i släktet Polemochartus och familjen bracksteklar. Inga underarter finns listade i Catalogue of Life.